# Диуф, Абду
Абду Диуф (фр. Abdou Diouf, волоф Abdu Juuf; род. 7 сентября 1935, Луга) — сенегальский политик, президент Сенегала с 1 января 1981 по 1 апреля 2000 года.

## Биография
Родился в семье почтового служащего. Получил среднее образование в лицее в Сен-Луи, затем учился на факультете права в университете Дакара и Сорбонне, где защитил диплом по праву в 1959 году. Затем закончил французскую школу по подготовке административных работников для заморских территорий.  Вернувшись на родину, поступил на госслужбу, заняв пост заместителем генерального секретаря правительства. В июне 1961 года стал генеральным секретарём министерства обороны. В том же году вступил в правящую партию Сенегальский прогрессивный союз (СПС). В 1961—1962 годах — губернатор области Сине-Салум, в 1962—1963 годах — директор кабинета министра иностранных дел, в 1963—1965 годах — директор кабинета и первый секретарь канцелярии президента. В 1968—1970 годах — министр планирования и промышленности.
С 1968 — член политбюро СПС, c 1978 — заместитель генерального секретаря СПС.
В феврале 1970 года назначен на вновь назначенный пост премьер-министра, имевший сугубо технические функции, а после отставки первого президента страны Леопольда Седара Сенгора с 1 января 1981 года автоматически принял его должность. В 1983, 1988 и 1993 годах переизбран на всеобщих выборах.
Наиболее заметными событиями его правления были вооружённая интервенция в Гамбию, где в ночь с 30 на 31 июля произошёл совершена попытка государственного переворота со стороны подпольной Гамбийской социалистической революционной партии во главе с Кукои Самба Саньянгом (в столкновениях погибли более 500 человек), создание в 1982 году конфедерации с соседней Гамбией Сенегамбия и пограничный конфликт с Мавританией в 1989 году, в результате которого конфедерация распалась.
В 2000 году проиграл во втором туре президентских выборов лидеру оппозиции Абдулаю Ваду. С 1 января 2003 по 31 декабря 2014 года занимал пост председателя организации Франкофонии.